# 天津市宝坻区人民医院
39°43′02″N 117°18′03″E / 39.71733°N 117.30091°E
天津市宝坻区人民医院，又称天津医科大学宝坻临床学院，简称宝坻医院，位于中国天津市宝坻区广川路8号，前身是1949年5月在宝坻县（今宝坻区）城关北街建立的宝坻县卫生院。目前，天津市宝坻区人民医院是天津市宝坻区唯一的三级甲等综合医院，医院占地面积9.2万平方米，总规划建筑面积17.7万平方米，拥有床位1,400张。

## 历史沿革
1949年5月，宝坻县卫生院在宝坻县城关北街成立，成立之初全院共有医护、行政管理人员仅12名，旧房舍若干间总计300余平方米，病床5张，以及少量简易的医疗设备。1956年，宝坻县卫生院更名为宝坻县人民医院。1961年，医院迁至宝坻县城以东龙潭村北的新院址，有房舍170间。1982年，医院在宝坻县广川路与南关大街交叉处建设新院址，设有门诊部、住院部和办公楼，占地面积达46,670平方米。2001年，宝坻撤县设区后，天津市宝坻县人民医院更名天津市宝坻区人民医院。
2009年8月，天津市宝坻区人民医院与天津医科大学合作，挂牌“天津医科大学宝坻临床学院”。

## 2020年冠状病毒病聚集性疫情
2020年，宝坻区百货大楼内的严重急性呼吸道综合征冠状病毒2型聚集性感染事件，宝坻区成为天津市疫情防控的“主战场”，而宝坻区人民医院则是主战场的“最前线”，数十名患者在天津市宝坻区人民医院确诊后转至天津市海河医院等集中收治定点医院。